# Lékařská fakulta Univerzity Komenského v Bratislavě
Lékařská fakulta Univerzity Komenského v Bratislavě (zkr. LF UK) byla založena v roce 1919 jako jedna ze čtyř fakult nové univerzity a jako první lékařská fakulta na Slovensku. Zabývá se především přípravou odborníků ve dvou doktorských studijních oborech – všeobecné lékařství a zubní lékařství. V čele fakulty stojí děkan prof. MUDr. Juraj Šteňo, CSc.

## Historie
První lékařská fakulta na Slovensku území vznikla v roce 1769 na Trnavské univerzitě. I když pedagogickou a vědeckou činnost vyvíjela pouze sedm let, přispěla k rozvoji vzdělanosti v tehdejším Uhersku. Výsledkem snah o obnovení bratislavské univerzity koncem 19. století bylo vytvoření Bratislavské královské alžbětinské univerzity v roce 1912. Její lékařská fakulta byla založena v dubnu 1918. Výuka pro studenty 3. až 5. ročníku začala v zimním semestru akademického roku 1918/1919 v maďarském jazyce, který byl v té době úředním jazykem země. První posluchárny byly v prostorách zemské státní nemocnice na Mickiewiczově ulici č. 13 (dnešní Fakultní nemocnice). Děkanát sídlil v Aspremontově paláci u Schifbeckovy zahrady (dnešní Medická zahrada). V nově vzniklé Československé republice (1918) byla Alžbětinská univerzita vládním nařízením postupně zrušena. Po jejím přestěhování do maďarského Pécse začaly z iniciativy zejména vysokoškolských učitelů Univerzity Karlovy v Praze a několika slovenských politiků přípravy na založení slovenské vysoké školy v Bratislavě.
Poslanci Národního shromáždění Československé republiky (ČSR) schválili dne 27. června 1919 zákon č. 375/1919 Sb. z. a n., kterým se zřídila Česko-slovenská státní univerzita v Bratislavě. Vyučovacím jazykem byla slovenská a čeština. V listopadu 1919 byla univerzita pojmenována po J. A. Komenském.
První profesorský sbor Lékařské fakulty Univerzity Komenského, který současně představoval i vedení Univerzity Komenského, tvořili profesoři původně působící na pražské Karlově univerzitě. Za prvního rektora UK zvolili profesora interní medicíny MUDr. Kristiána Hynka a za prvního děkana fakulty profesora gynekologie MUDr. Gustáva Müllera.
Lékařská fakulta Univerzity Komenského byla od 21. září 1919 první a několik let jedinou fakultou nové bratislavské univerzity. Sestávala ze sedmi klinik. Podle původních názvů to byly následující pracoviště: chirurgická klinika (přednosta prof. MUDr. Stanislav Kostlivý), interní klinika (přednosta prof. MUDr. Kristián Hynek), klinika porodnictví a nemocí ženských (přednosta prof. MUDr. Gustáv Müller), klinika oční (přednosta prof. MUDr. Roman Kadlický), klinika dětského lékařství (přednosta prof. MUDr. Jiří Brdlík), klinika pro choroby nervové a duševní (přednosta prof. MUDr. Zdeněk Mysliveček) a klinika zubní (přednosta doc. MUDr. Adolf Mach). Jako první teoretické pracoviště vznikly ústavy : ústav pro hygienu (přednosta prof. MUDr. Stanislav Růžička), ústav pro soudní lékařství (přednosta prof. MUDr. František Prokop), ústav pro farmakologii a farmakognozii (přednosta prof. MUDr. Bohuslav Polák), patologicko-anatomický ústav (přednosta prof. MUDr. Antonín Spilka), ústav pro sociální lékařství (od roku 1919 existoval pouze de iure), ústav pro všeobecnou a experimentální patologii (přednosta prof. MUDr. Miloš Netoušek). K prvním klinikám a ústavem postupně přibyly další.
Teoretické ústavy se konstituovala až od akademického roku 1922/1923, čímž se vytvořily podmínky pro výuku ve všech ročnících studia medicíny na fakultě. Provizorní, nevyhovující prostorové vybavení fakulty se částečně zlepšilo v roce 1927, předáním do užívání první novostavby budovy teoretických ústavů na Sasinkovo ulici č. 2. Navzdory všem tehdejším snahám se podařilo postavit druhou z plánovaných budov až počátkem 60. let 20. století (Sasinkova ulice č. 4).
Výuka klinických předmětů pro 144 studentů začala v prvním školním roce 1919/1920 již v prosinci 1919 a v únoru 1920 se uskutečnila první slavnostní promoce prvního absolventa Pavla Halas. Vedle pregraduální přípravě se lékařská fakulta stala i bází postgraduálního studia, tehdy formou doškolovacích kurzů pro praktické lékaře. O studium na bratislavské lékařské fakultě projevovali zájem nejen studenti ze Slovenska, ale i ze zahraničí. Na počátku 30. let tvořili téměř polovinu studentů.
Pracovníci klinik a ústavů udržovali od prvních let existence fakulty intenzivní pracovní kontakty nejen s pražskými a brněnskými kolegy, ale také s více renomovanými zahraničními lékařskými fakultami, resp. vědeckými medicínskými institucemi v Paříži, Londýně, Berlíně, Budapešti a ve Vídni.
Koncem 30. let, především v důsledku změny politických poměrů a po nuceném odchodu českých profesorů, se do pedagogického procesu a rozvoje medicínských oborů zapojily příslušníci první generace slovenských lékařů - absolventů Lékařské fakulty UK. Mnozí z nich se úspěšně podíleli na rozvoji medicínských, biologických a pedagogických věd na Slovensku. Výsledky jejich vědecko-výzkumné práce se setkaly s příznivým ohlasem i v zahraničí. Z množství lze uvést alespoň některých: prof. MUDr. J. Ledényi-Ladziansky z anatomického ústavu se stal kodifikátor slovenské anatomické terminologie; prof. MUDr. A. J. Chura z kliniky dětského lékařství položil základy sociální pediatrie na Slovensku; prof. MUDr. Ľ. valach se významně zasloužil o rozvoj radioterapie, prof. MUDr. J. Fridrichovský se stal prvním slovenským profesorem zubního lékařství, prof. MUDr. E. Filo a prof. MUDr. L. Dérer patří mezi první slovenské profesory interní medicíny. Dalšími významnými osobnostmi LF UK, které se zasloužily o rozvoj fakulty a medicínské vědy, patří profesor patologie MUDr. F. Šubík, profesor urologie MUDr. J. Jaksa, přednosta ústavu lékařské chemie prof. Ing. Dr. tech. F. Valentýn, profesor farmakologie MUDr. F. Švec a mnozí další.
Profesoři Lékařské fakulty UK se významně zasloužili v roce o vznik Spolku čs. lékařů, Spolku čs. mediky v Bratislavě a prvního slovenského vědeckého časopisu – Bratislavských lékařských listů (1921).
Události druhé světové války negativně zasáhly i do života fakulty, která utrpěla nejen personální, ale zejména velké materiální škody. Změna politického systému po roce 1948 znamenala pro Lékařské fakulty odklon od původního směrování do evropských a světových vědecko-pedagogických i společenských struktur. Nástup centralistického řízení vysokých škol podmíněný vysokoškolským zákonem z roku 1950 znamenal zánik ústavů a vytvoření kateder. Od školního roku 1952/1953 se otevřelo při studiu všeobecného lékařství i studium stomatologie a pediatrie. Od roku 1991 připravuje fakulta budoucích pediatrů v rámci studia všeobecného lékařství.

## Věda a výzkum
Vědecký výzkum fakulty se od roku 1957 zaměřil na problematiku regenerace a transplantace orgánů a kardiorespirační dynamiky, metabolismu a onkologie. Od konce 60. let 20. století se výzkumné projekty ústavů a klinik začlenily do státního a resortního plánu výzkumu. Významnou roli zejména při zveřejňování výsledků vědecko-výzkumných projektů pracovníků fakulty plnil fakultní sborník Folia Facultatis Medicae Universitatis Comenianae Bratislavensis (1963–1992). Ve spolupráci s univerzitami bývalého socialistického společenství se úspěšně rozvíjel výzkum diagnostických a terapeutických postupů při kardiovaskulárních onemocněních a imunitních procesech v souvislosti s transplantací orgánů.
Po listopadu 1989 se na půdě fakulty jako jedné z prvních v rámci vysokých škol bývalé ČSFR začala formovat akademická rada, později přejmenována na Akademický senát Lékařské fakulty UK (první zasedání se uskutečnilo 11. ledna 1990). V roce 1990 se fakulta vrátila ke své původní organizační struktuře, kterou v současnosti tvoří 73 ústavů a klinik.